# Schizorhinina
Schizorhinina is een subtribus uit de familie van bladsprietkevers (Scarabaeidae). 

## Taxonomie
De volgende geslachten zijn bij de subtribus ingedeeld:
- Aphanesthes Kraatz, 1880
- Aurum Hutchinson & Moeseneder, 2019
- Bislardiana Antoine, 2003
- Chalcopharis Heller, 1901
- Chlorobapta Kraatz, 1880
- Chondropyga Kraatz, 1880
- Clithria Burmeister, 1842
- Diaphonia Newman, 1840
- Dichrosoma Kraatz, 1885
- Dilochrosis Thomson, 1878
- Eupoecila Burmeister, 1842
- Grandaustralis Hutchinson & Moeseneder, 2013
- Hemichnoodes Kraatz, 1880
- Hemipharis Burmeister, 1842
- Lenosoma Kraatz, 1880
- Lyraphora Kraatz, 1880
- Macrotina Strand, 1934
- Metallesthes Kraatz, 1880
- Micropoecila Kraatz, 1880
- Neoclithria Van de Poll, 1886
- Neorrhina J. Thomson, 1878
- Octocollis Moeseneder & Hutchinson, 2012
- Phyllopodium Schoch, 1895[1]
- Poecilopharis Kraatz, 1880
- Pseudoclithria Van de Poll, 1886
- Schizorhina Kirby, 1825
- Schochidia Berg, 1898
- Stenopisthes Moser, 1913
- Tapinoschema Thomson, 1880
- Trichaulax Kraatz, 1880